# Porcellio galapagoensis
Porcellio galapagoensis is een pissebed uit de familie Porcellionidae. De wetenschappelijke naam van de soort is voor het eerst geldig gepubliceerd in 1924 door Van Name.